# Mausoleum der Galla Placidia

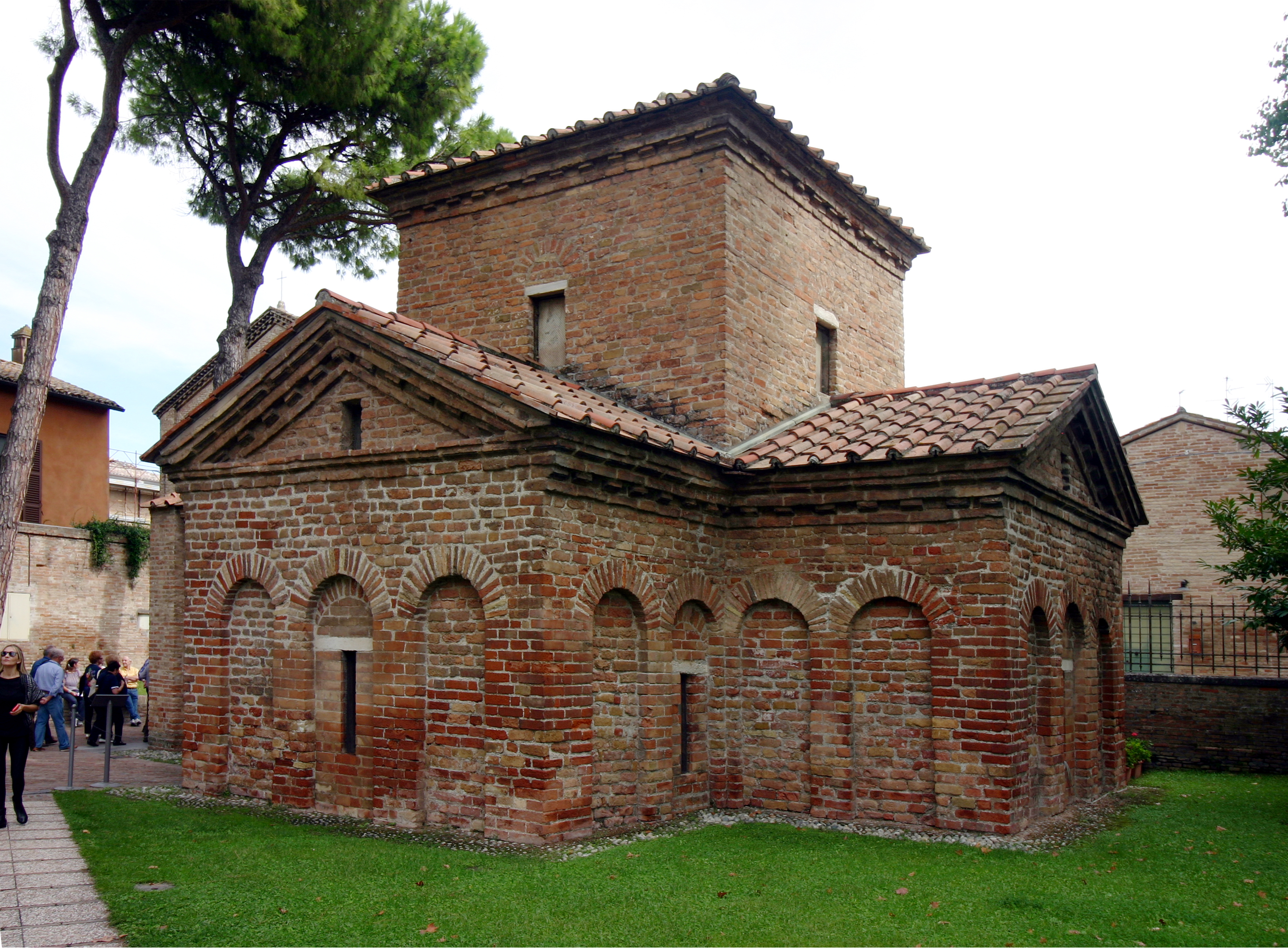
Außenansicht des Mausoleums der Galla Placidia

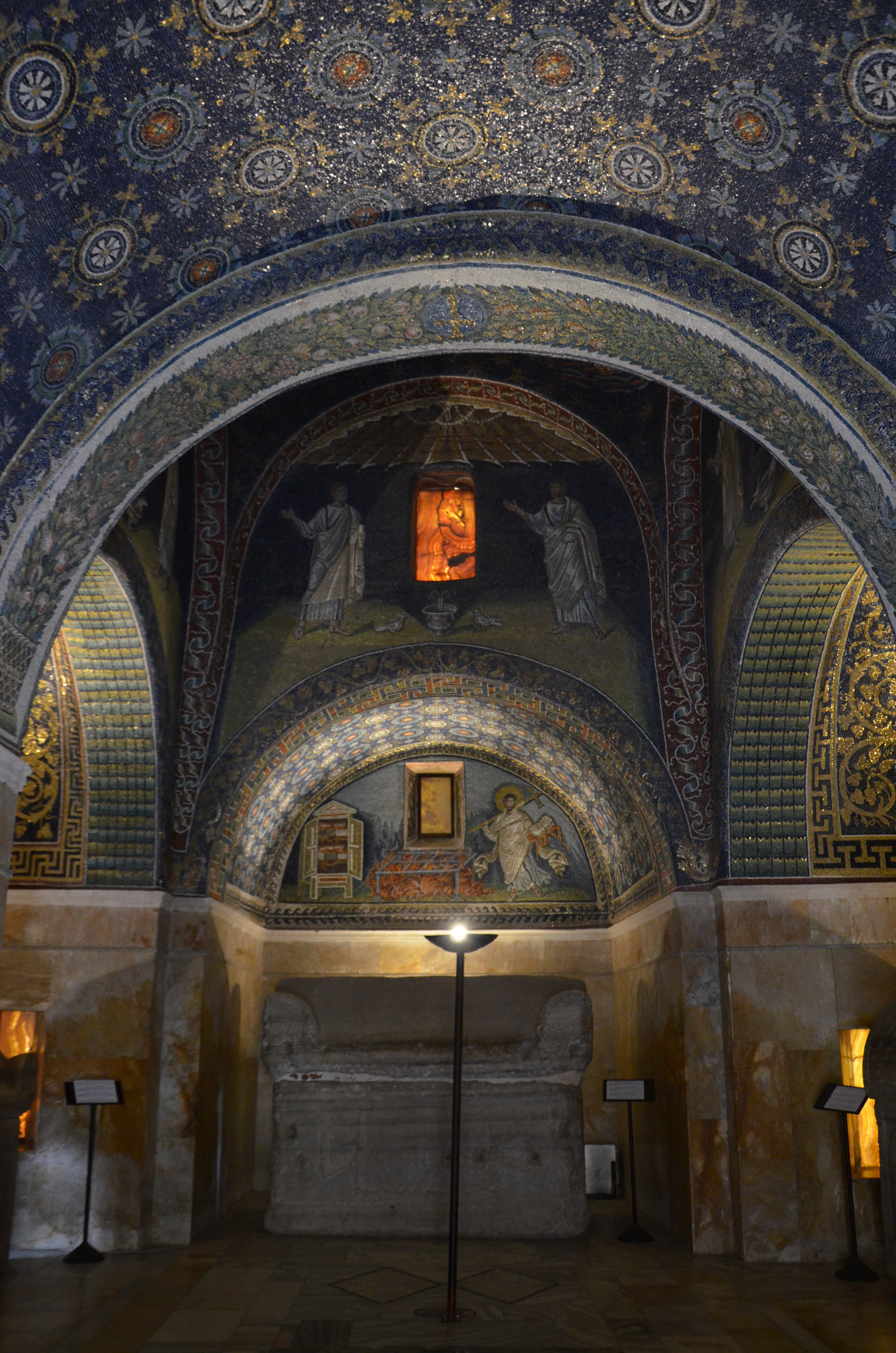
Innenraum mit der Darstellung des Hl. Laurentius über einem leeren Sarkophag

Das Mausoleum der Kaiserin Galla Placidia befindet sich in der Stadt Ravenna in Italien.

## Mausoleum
Berühmt ist es vor allem – wie die anderen byzantinischen Kirchen und Bauten Ravennas – durch die Wandmosaiken im Innern. Sie sind ausgezeichnet erhalten und stellen die ältesten Mosaiken Ravennas dar. Mit den anderen byzantinischen Bauten in Ravenna gehört das Mausoleum der Galla Placidia seit 1996 zum UNESCO-Welterbe.
Der Tradition gemäß wurde das Mausoleum als Grabstätte der Kaiserin Galla Placidia, der Tochter von Kaiser Theodosius dem Großen von dieser selbst zwischen den Jahren 425 und 430 erbaut. Die Kaiserin starb im Jahre 450 in Rom und es ist eher unwahrscheinlich, dass sie in dem Mausoleum beigesetzt wurde: „Es gibt keinerlei Anzeichen, in der kleinen, kreuzförmigen Kapelle das Mausoleum der Kaiserin zu sehen. Es ist vielmehr ein Oratorium des hl. Laurentius, der als Reichsheiliger von Rom hierher übernommen war.“ Allerdings besitzt das Bildprogramm (s. u.) durchaus Sepulkralcharakter, sodass die Theorie einer Grabkapelle auch nicht widerlegt werden kann.
Ursprünglich war das Mausoleum an den Narthex der Kirche S. Croce angebaut, die Galla ebenfalls hatte erbauen lassen. Damit wäre es eigentlich eher als (Grab-)Kapelle anzusprechen. In unmittelbarer Nachbarschaft befindet sich die jüngere Kirche San Vitale.

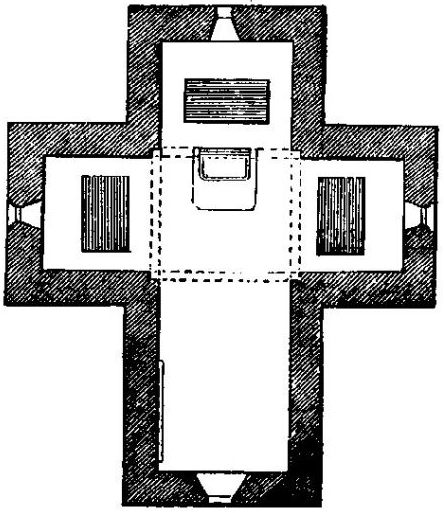
Grundriss

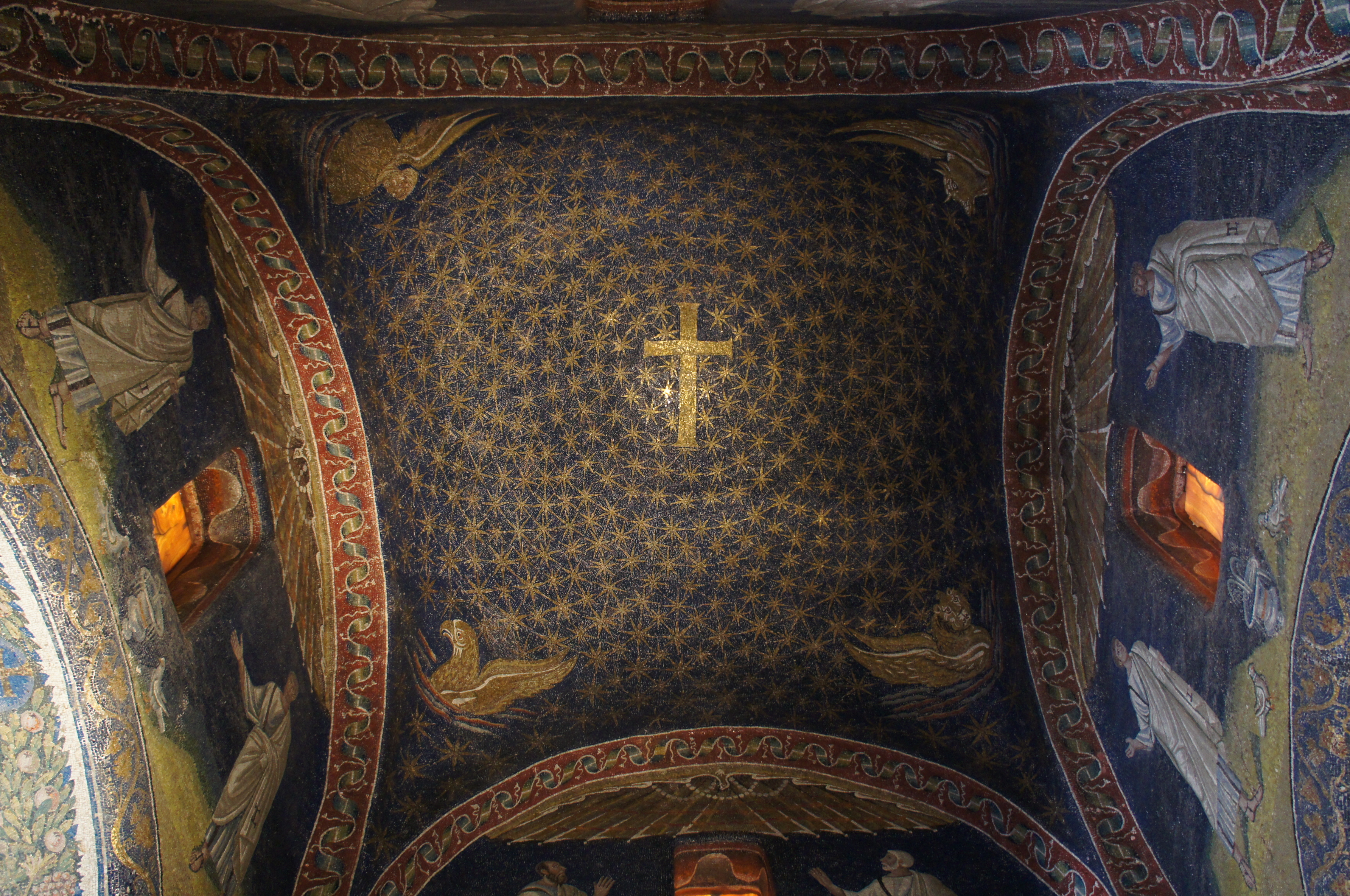
Blick in die Kuppel

Das Äußere des Gebäudes wirkt plump, der Boden liegt heute 1½ Meter unter dem normalen Straßenniveau. Der Grundriss ist kreuzförmig, 12,75 m lang, 10,25 m breit, die unteren Mauern sind mit Bögen und Wandpfeilern verziert und enthalten sieben lange schmale Fenster. Die Kuppel hat einen Durchmesser von 4,40 m und wird von einem Ziegeldach überdacht.
Im Innern, das durch die Fenster aus Alabaster in ein mystisch-goldenes Licht getaucht ist, befinden sich prachtvolle Mosaiken, die die gesamte Fläche des Gewölbes und der zentralen Kuppel sowie die Wände an den Seitenenden der vier Flügel bedecken. Die Sockelzone besteht aus gelbem Marmor. Die Mosaiken sind in spätantikem Stil ausgeführt, besonders plastisch treten Figuren und Landschaftsausschmückungen hervor. Die Gliederung des Baues besteht lediglich aus Blendbögen und Lisenen, die hier zum ersten Mal in der Architekturgeschichte auftreten und später in der lombardischen Architektur häufig aufgegriffen wurden.
Die Kirche war dem Hl. Laurentius geweiht, der mit dem Rost auf einer der Mosaiken dargestellt ist, auf dem er den Märtyrertod starb. Das südliche Mosaik verweist gleichzeitig auf die Kanonisierung des Neuen Testaments nach der dritten Synode von Karthago: die vier Evangelien überstanden die Feuertaufe und haben ihren Platz im Regal eingenommen, die anderen Schriften werden verbrannt.
Die Decke stellt ein tiefblaues Himmelsgewölbe geziert mit weiß-goldenen Sternen dar. Die Sterne in den Tonnengewölben gelten aufgrund ihrer besonderen Gestaltung als die schönsten Sternendarstellungen der Spätantike. Zu sehen sind ferner die Symbole der vier Evangelisten, acht in der Literatur in der Regel als Apostel angesprochene Figuren (darunter Petrus und Paulus), sowie ein jugendlicher bartloser Jesus in der Eingangslünette, der als guter Hirt seine Schafe weidet und eines liebevoll streichelt, während er gleichzeitig ein goldenes Kreuz hält, als Zeichen der Hoffnung und Symbol für die Überwindung des Todes. Christus wird in dieser Darstellung in der Literatur als „thronender Imperator“ beschrieben (er hält das Kreuz wie ein Zepter; sein Pallium ist purpurn, was die Farbe der Kaiser war). Tauben und Hirsche laben sich an frischem Wasser, die Farben der Darstellung reichen von Blautönen über Gelb und Ocker zu Dunkel- und Hellgrün. Auffallend ist die Flächigkeit der Darstellung: die Schafe sind quasi „gestapelt“, es gibt keine Überschneidungen.
In den Kreuzarmen des Mausoleums sind drei große Sarkophage aus griechischem Marmor aufgestellt, deren Zuweisung unsicher ist.

## Historische Bedeutung der Mosaike
Die Mosaiktechnik hatte im antiken Griechenland und Rom eine lange Tradition. Im ausgehenden 4. Jahrhundert kam sie zu neuer Blüte, als Kunstförderer und auch Künstler selber eine neue, typisch christliche Kunst schaffen wollten. Das war nicht so einfach, denn das frühe Christentum lehnte anfangs jeglichen bildlichen Schmuck ab, um sich von der heidnischen Tradition deutlich abzusetzen. Die ersten bildhaften Darstellungen traten in den Katakomben im ausgehenden 2. Jahrhundert auf und sie beschränkten sich auf die Symbole für die zentralen Erwartungen des Frühchristentums, auf die Erlösung und auf das jenseitige Leben. Hier entstanden solche Symbole wie der Gute Hirte, der Fisch als zentrales Symbol für einen Getauften und das Kreuz. Darstellungen des Neuen Testamentes wie z. B. die später so populär gewordene Szene „Maria mit dem Kind“ kamen erst im 3. Jahrhundert auf.
Aber es erwies sich am Anfang dieser Entwicklung als schwierig, solche abstrakte christliche Begriffe wie „Erlösung“ oder „Die geistliche Macht der Engel“ überhaupt bildlich darzustellen. So kam man u. a. auf die Idee, das materielle und formale Arsenal der bisher schon bekannten Mosaikkunst des Römischen Reiches zwar zu übernehmen, aber dadurch zu erweitern und zu erhöhen, indem man farbige oder vergoldete Glaswürfelchen benutzte und so einen überirdischen Glanz erzielen konnte. Als Bildmotive griff man zuerst auf die bekannten Formen der Spätantike zurück, denen man aber durch zusätzliche christliche Symbole eine andere Bedeutung unterlegte.
Dabei war das Material des Kunstwerkes nicht gleichgültig. Die Dauerhaftigkeit des Mosaiks im Vergleich zu anderen künstlerischen Techniken, besonders des Freskos, konnte auch als Beweis für die ewige Wahrheit des christlichen Glaubens angesehen werden. Man sieht im Mausoleum auf der Lünette das berühmte Motiv des guten Hirten, bei dem die Benutzung vergoldeten Glases besonders intensiv ist.
Die Mosaike des Mausoleums haben als generelles Thema die Erlösung – und dieses Zentralthema klingt auch in zahlreichen Einzelszenen an. Auf den ersten Blick scheint es sich zwar eher um eine lyrisch-pastorale Szene zu handeln. Aber die eigentliche Botschaft lautet: „Ich bin der gute Hirte, der gute Hirte gibt sein Leben hin für die Schafe.“ (Johannes 10,11) Durch dieses metaphorische Bild sagt Christus seinen Opfertod am Kreuz und damit die Erlösung des Menschen voraus.
Bei der formalen Gestaltung einer solchen Szene blieb dem frühchristlichen Künstler nichts anderes übrig, als die bekannten römisch-antiken Themen zu benutzen, sie dann aber christlich abzuwandeln und umzudeuten. Bei der Szene des „Guten Hirten“ beispielsweise hat man sich an antiken Darstellungen des Orpheusmythos orientiert. Lediglich der Heiligenkranz und das goldene Gewand sind als christlicher Hinweis neu.
Die besondere Bedeutung der Mosaike des Mausoleums ergibt sich vor allem aus ihrem Alter, sowie der Tatsache, dass hier eine relativ komplette Gesamtkomposition erhalten geblieben ist. Insbesondere in der byzantinischen Kunst ist das nicht selbstverständlich (s. Byzantinischer Bilderstreit).

## Mosaikbildergalerie

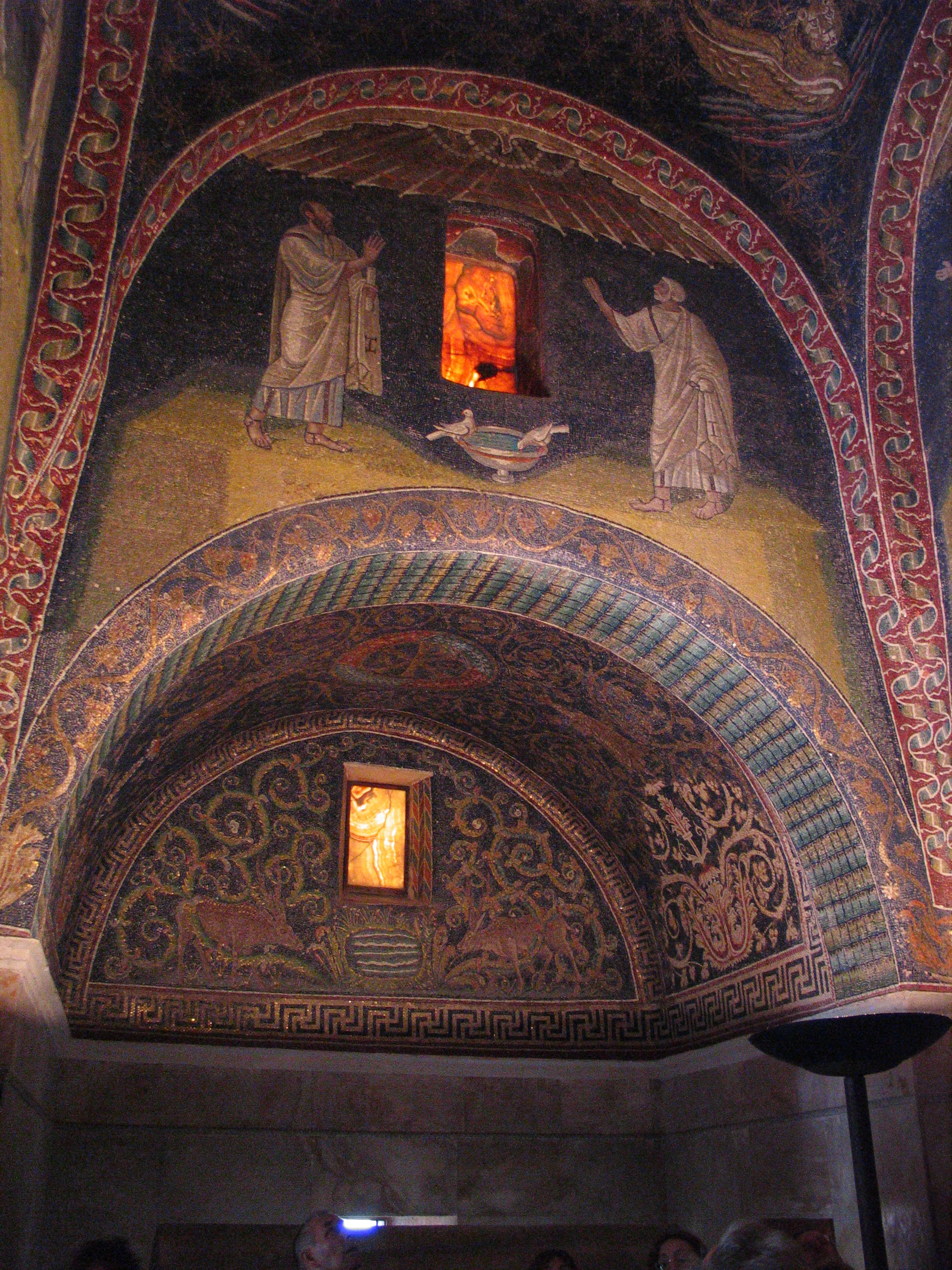
Mosaik linker Hand bei Betreten
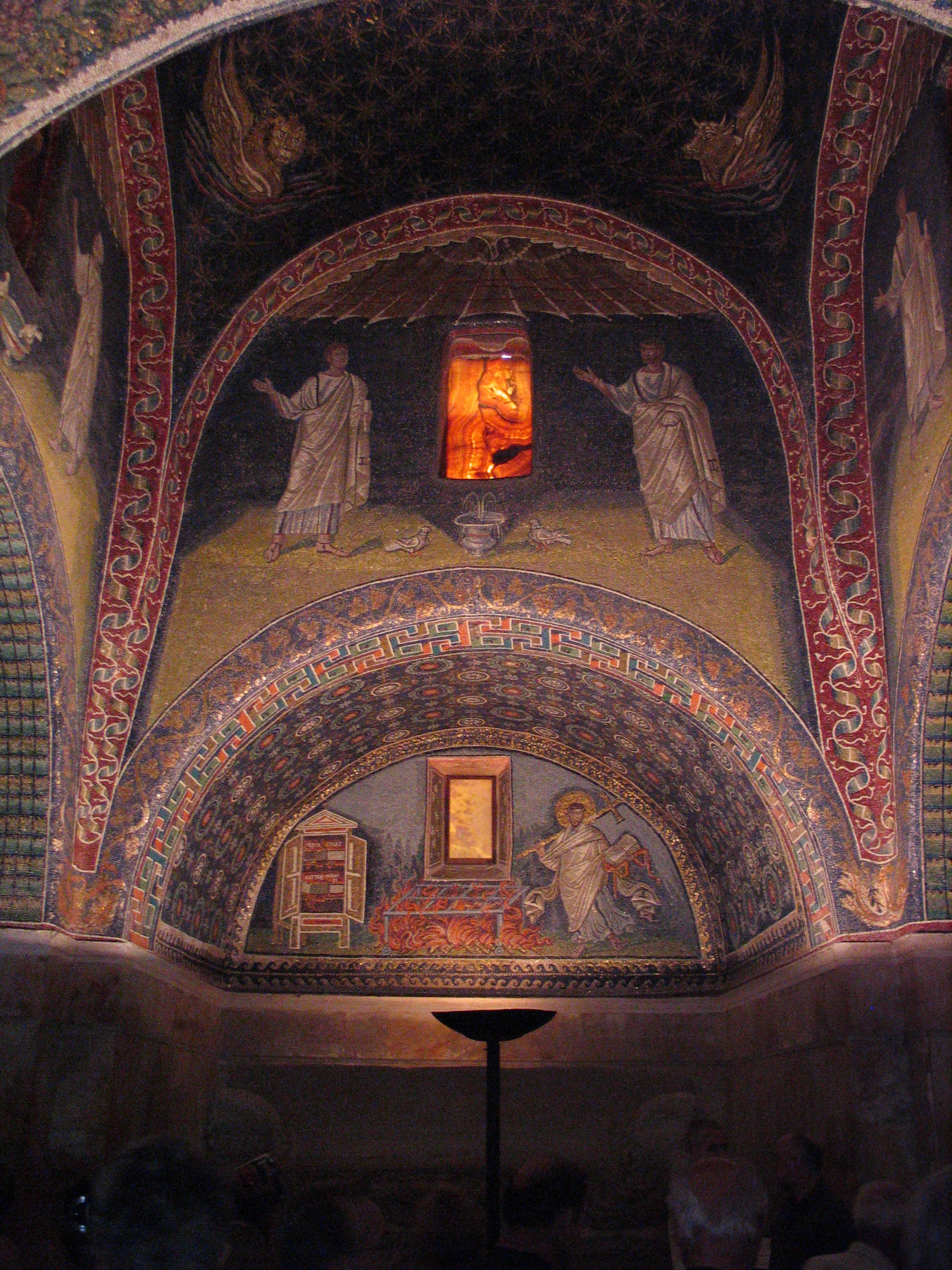
Mosaik mit dem Hl. Laurentius gegenüber bei Betreten
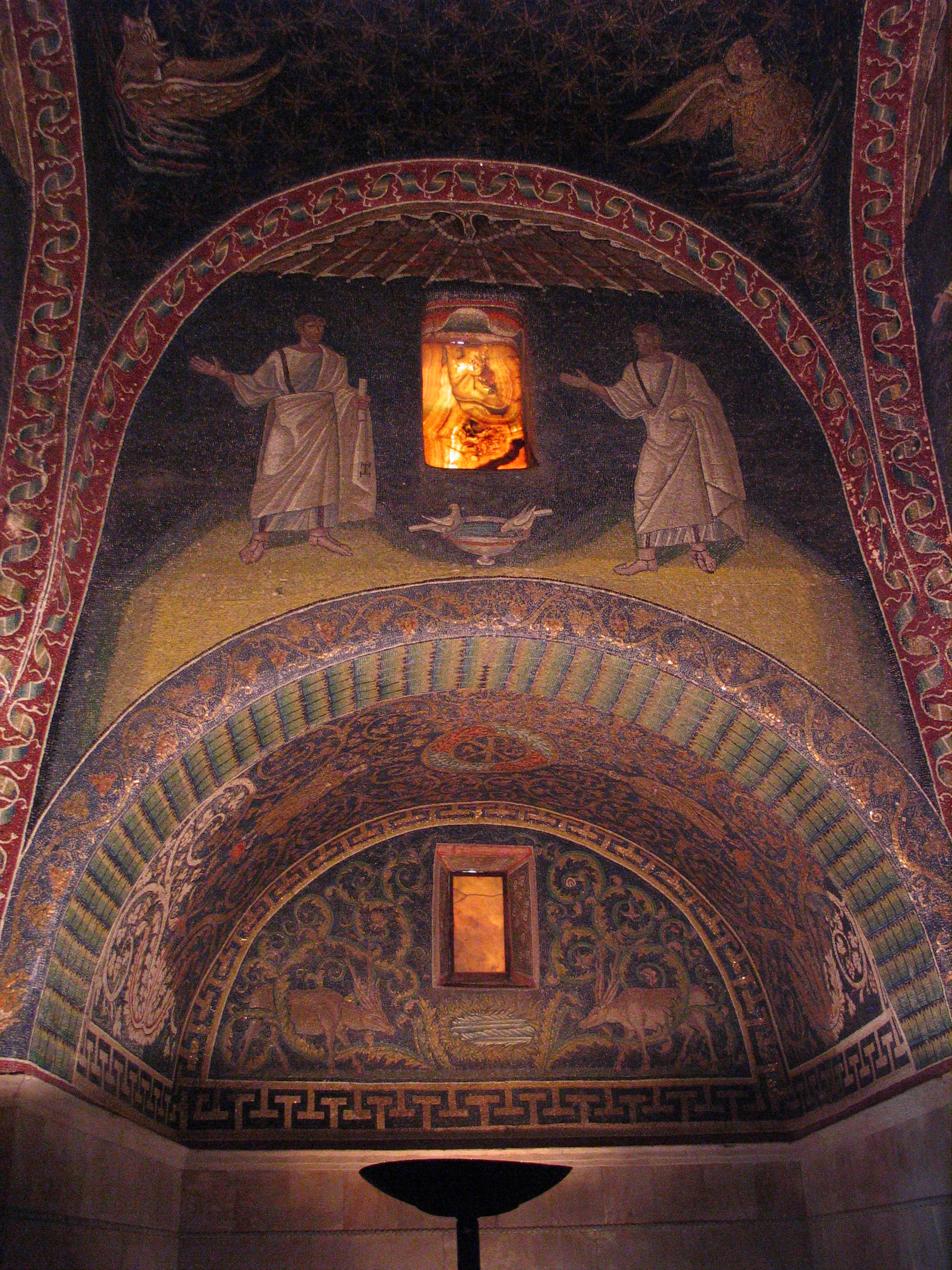
Mosaik rechter Hand bei Betreten
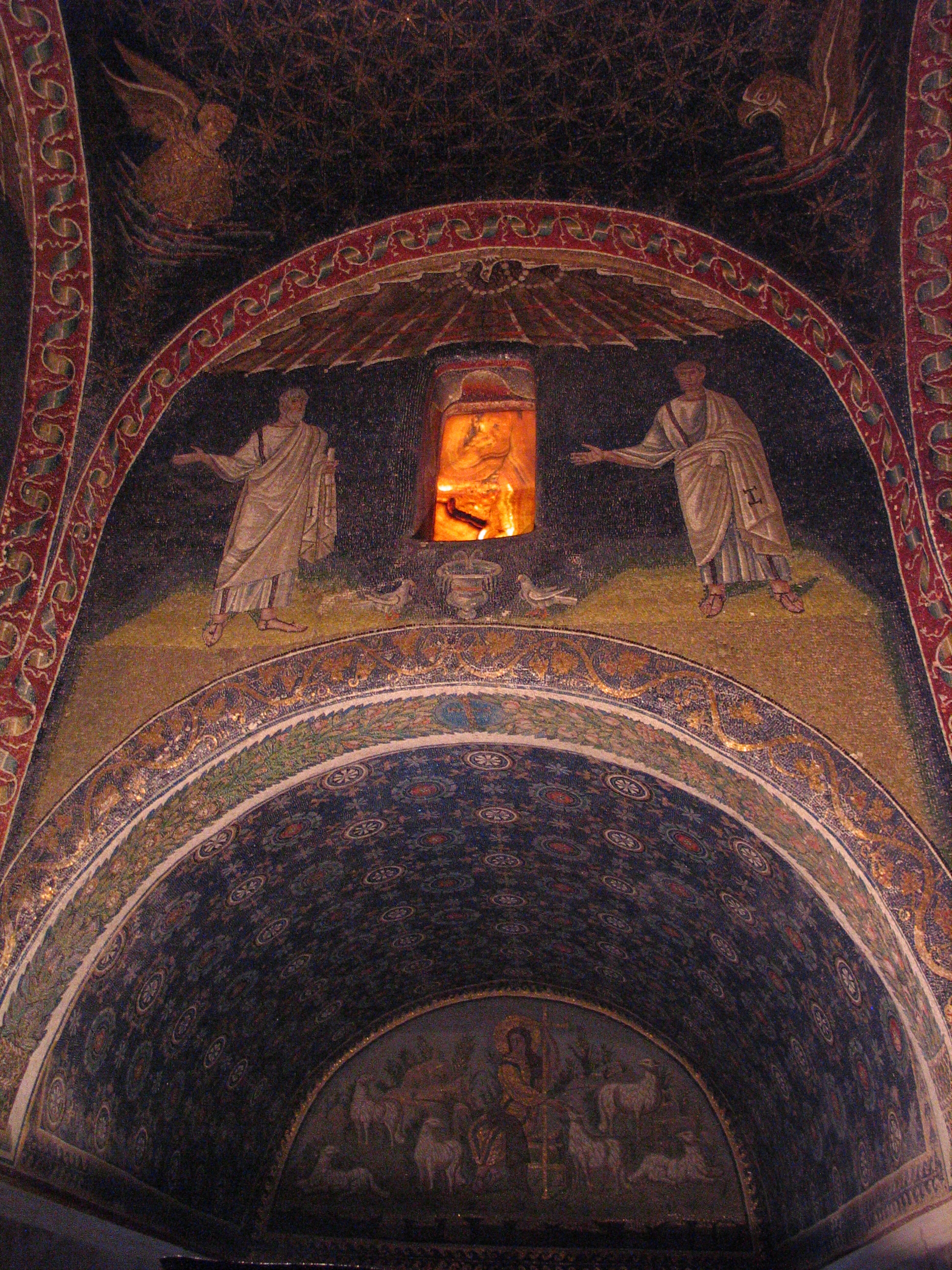
Mosaik über dem Eingang
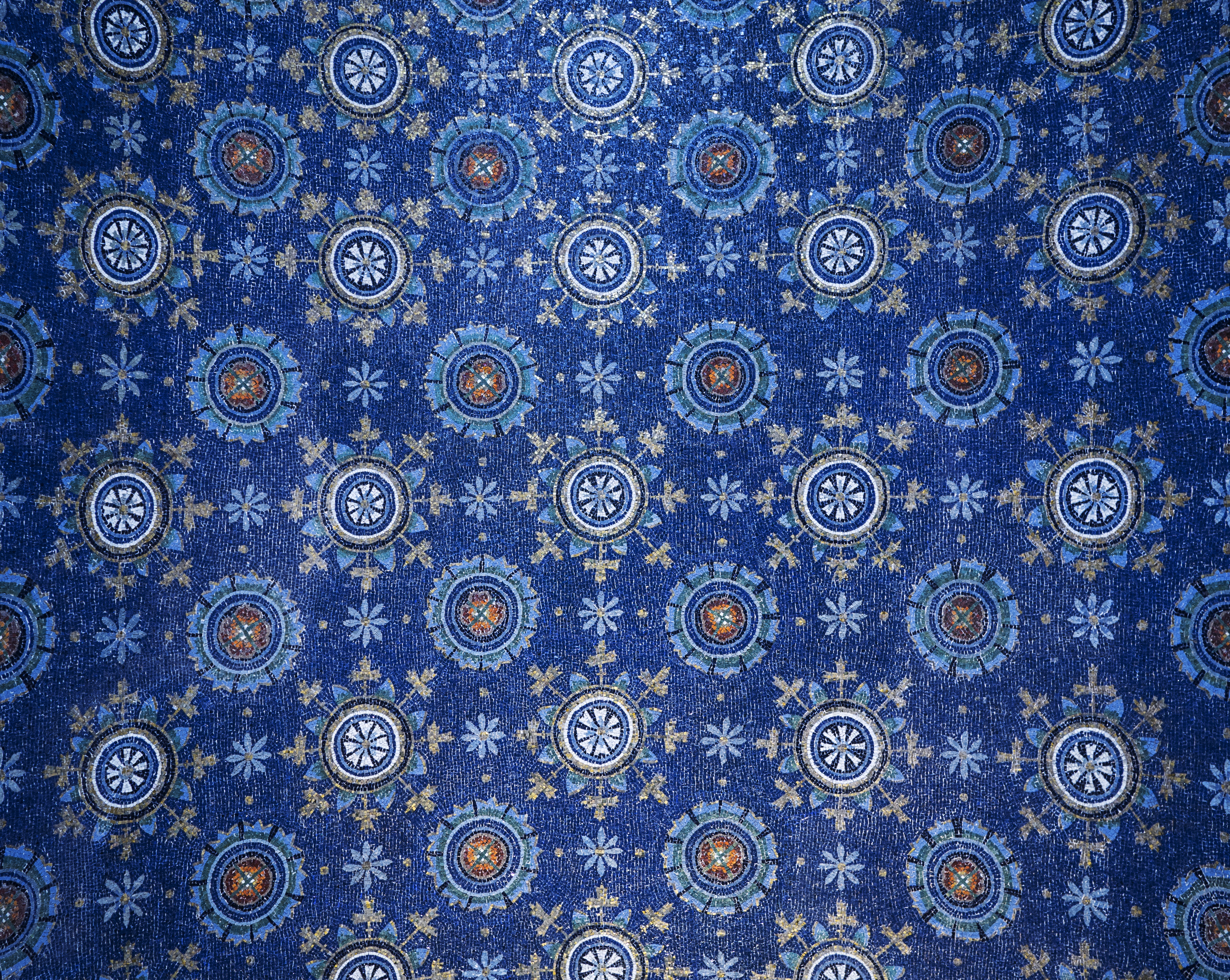
Deckenmosaik (Gewölbedekoration)
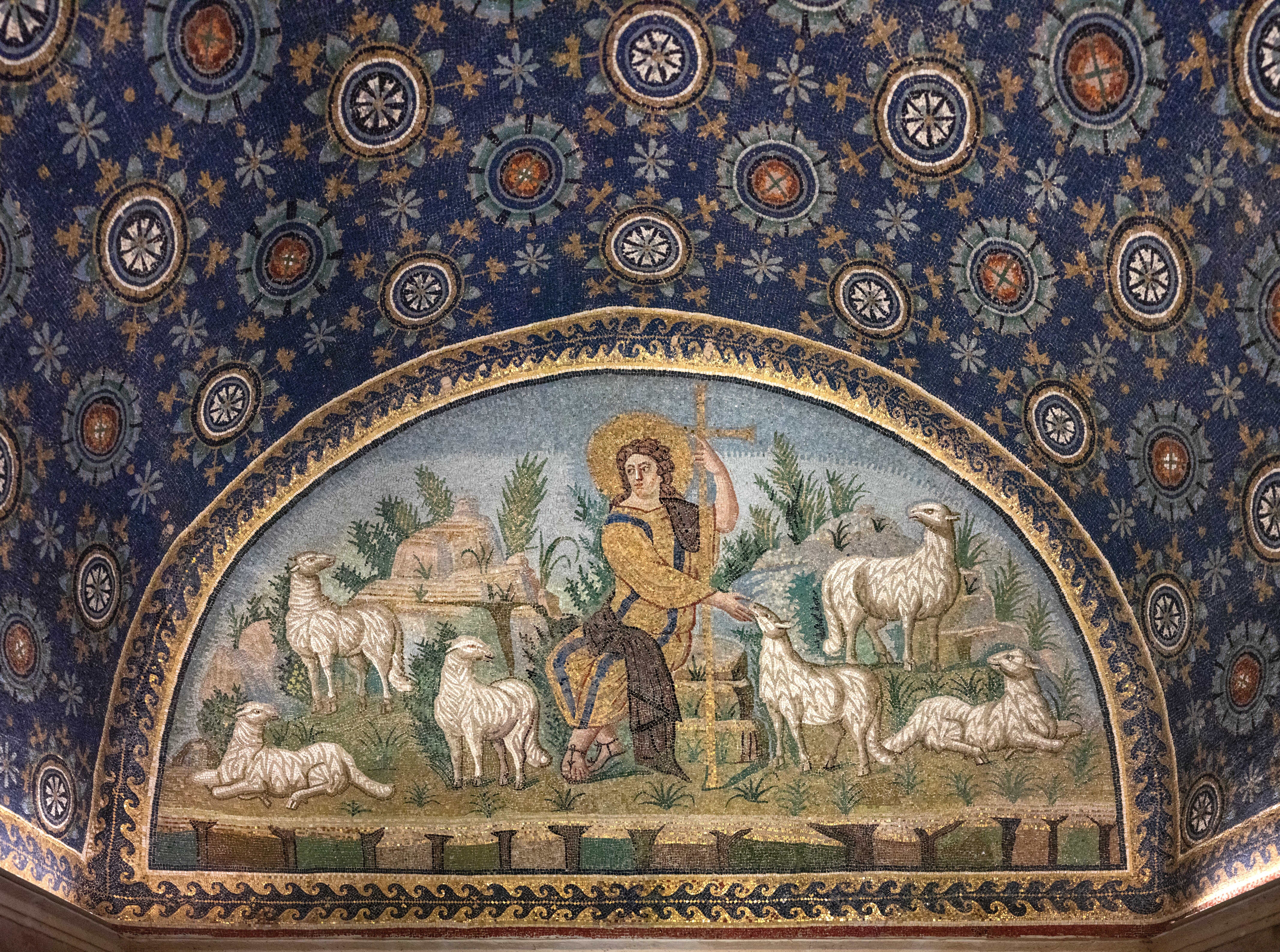
Mosaik in der Eingangslünette. Der Gute Hirte. Zwischen 424 und 450 entstanden.
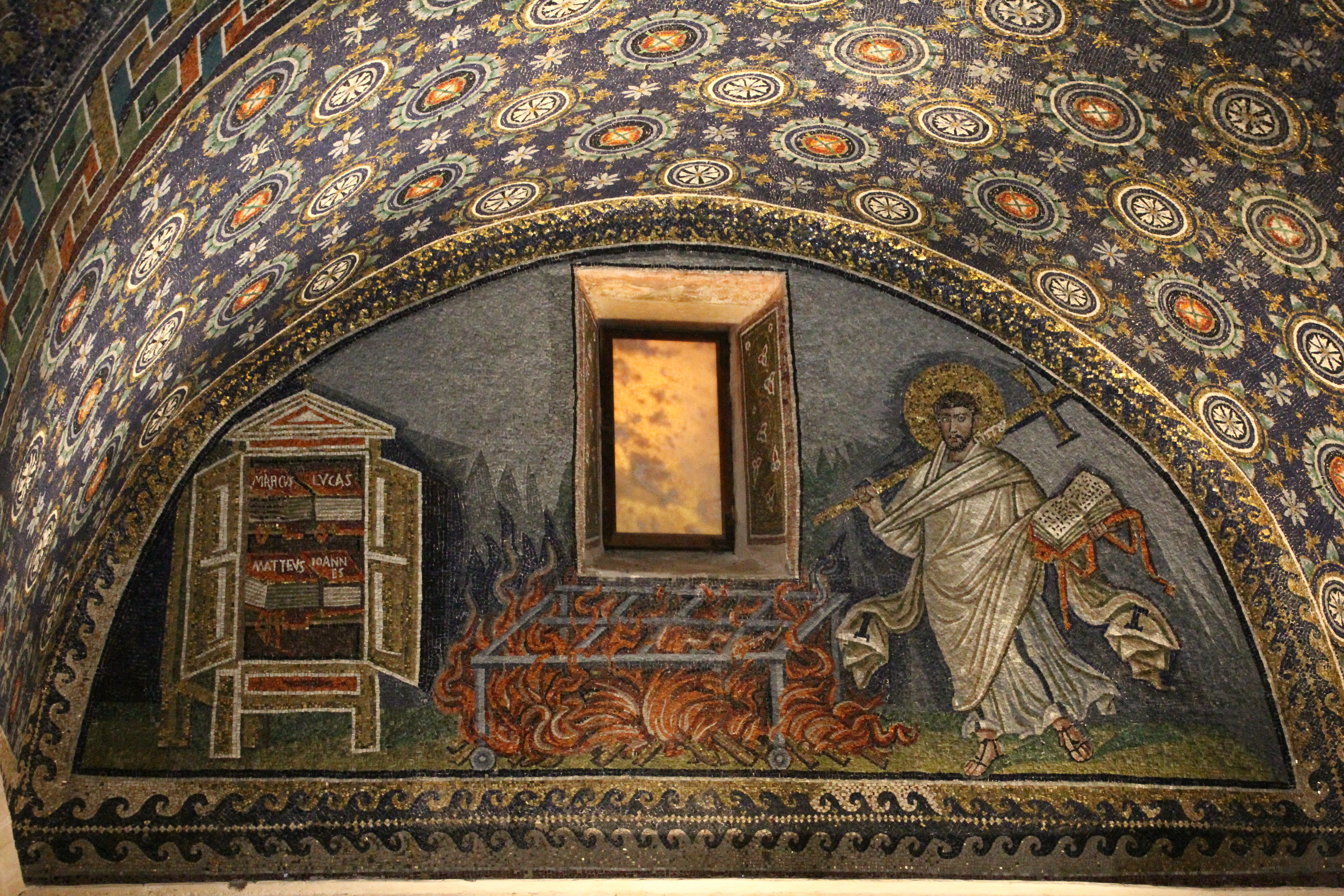
Mosaik mit dem Martyrium des Hl. Laurentius, Detailansicht

## Vergleichsbeispiele
- Die Seitenkapelle (Parekklesion) der Pammakaristos-Kirche
- Zeno-Kapelle von S. Prassede (Rom)
- Das Neue Mausoleum, eine Grabkapelle für Großherzog Ludwig IV. (1837–1892) und seine Frau, Großherzogin Alice (1843–1878), im Park Rosenhöhe in Darmstadt ist eine in der Größe maßstabsgetreue Kopie des Mausoleums der Galla Placidia, allerdings in Bruchstein ausgeführt. Die Mosaiken im Innern sind stilistisch ähnlich gestaltet, aber keine Kopien. Auftraggeber war Großherzog Ernst Ludwig, Sohn der Verstorbenen, Architekt war Karl Hofmann. Errichtet wurde die Grabkapelle 1905 bis 1910.[3]